# Sadie Stanley
Pour les articles homonymes, voir Stanley.
Sadie Stanley, née le 15 novembre 2001 à Columbia (Caroline du Sud), est une actrice américaine. 
Elle est notamment connue pour ses rôles dans Les Goldberg et Cruel Summer.

## Biographie
Elle est la fille de Tracy and Matt Stanley et sa soeur, jumelle, se prénomme Sophie. Elle s'intéresse au métier de comédienne dès l'âge de 13 ans.
En 2019, elle incarne Kim Possible dans le téléfilm américain homonyme diffusé sur Disney Channel . Par la suite, elle reprend ce rôle dans la série télévisée dérivée Kim Hushable pour six épisodes.
En 2020, elle est à l'affiche de la comédie d'action La Nuit où on a sauvé Maman.
En 2023, elle tient l'un des rôles principaux de la saison 2 de l'anthologie télévisée Cruel Summer.
Le 2 juillet 2025, elle a été choisie pour jouer dans le film Pretty Babies réalisé par Tyler-Marie Evans aux cotés d'Emily Alyn Lind, Ashley Benson et Madelaine Petsch.

## Filmographie

### Cinéma
- 2020 : La Nuit où on a sauvé Maman : Clancy
- 2021 : Let Us In : Jessie
- 2022 : Somewhere in Queens : Dani Brooks
- 2022 : At the Gates : Lauren Barris
- 2025 : Karate Kid: Legends de Jonathan Entwistle

### Télévision

#### Séries
- 2019 : Coop et Cami : Tracey Kruger
- 2019 : Game Shakers : une fille qui rigole (non créditée)
- 2019–2020 : Kim Hushable : Kim Possible (6 épisodes)
- 2020 : Dead to Me : Parker (3 épisodes)
- 2020 : Room 104 : Ashley Kaul / Jules
- 2020–2023 : Les Goldberg : Brea Bee (36 épisodes)
- 2021 : PEN15 (en) : Jenny (voix)
- 2023 : Cruel Summer : Megan Landry (10 épisodes)
- 2025 : Esprits criminels : Tia Ryder (saison 18, épisode 2)

#### Séries d'animation
- 2022 : Robot Chicken : Blossom / Peggy Carter / Carol (voix)

#### Téléfilms
- 2019 : Kim Possible : Kim Possible